# JRA賞馬事文化賞
JRA賞馬事文化賞（ジェイアールエーしょうばじぶんかしょう）とは、日本中央競馬会（JRA）が、文学・評論・美術・映画・音楽などの文化活動を通じて、馬事文化の発展に顕著な功績のあった個人・団体を表彰する目的で1987年に創設した賞である。
該当年の前年11月から該当年の10月までの1年間に出版・企画・開催された馬に関する文化作品について、文化賞選考委員会において選考される。なお、記者投票などによって決定される競走馬の部門や、成績によって決定される調教師・騎手の部門など、ほかのJRA賞（表彰式は同時・同場所開催）とは性質を異とするものである。略してJRA馬事文化賞、または馬事文化賞と呼ばれることもある。また、委員会の推薦があった場合において、理事長が特に必要と認めるときに「特別賞」が授与される。部門賞として、永年に渡り馬事文化の普及発展に貢献した人物・団体を表彰する「功労賞」が設けられている。

## 歴代受賞者・受賞団体・受賞作
| 年     | 受賞者・団体 | 受賞事由                                                                                            |
| ------ | --- | --------------------------------------------------------------------------------------------------- |
| 1987年 | 宮本輝 | 小説『優駿』（馬事文化への貢献）                                                                    |
| 1988年 | 坂内誠一 | 『碧い目の見た日本の馬』（近代日本の馬文化を発掘）                                                  |
| 1988年 | 長島信弘 | 『競馬の人類学』（競馬による各国の比較文化論）                                                      |
| 1989年 | 内藤律子 | 『神威の星 サラブレッド・ファンタジー - 内藤律子写真集』など（幅広い創作活動）                      |
| 1990年 | 白井透 | 『ファミリーテーブル』                                                                              |
| 1990年 | 山野浩一 | 『サラブレッドの誕生』（競馬を多角度からアカデミックに分析）                                        |
| 1991年 | ウイーン・スパニッシュ・ライディング・スクール | （馬のバレエというべき豪華絢爛な高等馬術演技）                                                      |
| 1991年 | 橋本邦治 | 『話のかいば』（競馬の新しい魅力を紹介）                                                            |
| 1992年 | 渡瀬夏彦 | 『銀の夢 - オグリキャップに賭けた人々』（丹念な取材に対する高い評価）                               |
| 1993年 | 戸山為夫 | 『鍛えて最強馬をつくる - ミホノブルボンはなぜ名馬になれたのか』（馬づくりの真摯な姿勢に対する共感） |
| 1994年 | 岩川隆 | 『広く天下の優駿を求む』（丹念な取材に対する高い評価）                                              |
| 1994年 | 京都府警察本部地域部「平安騎馬隊」 | ユニークな活動で人々の親しみを得る                                                                  |
| 1995年 | 佐藤正人 | 『蹄の音に誘われて』（競馬に対する深い洞察力）                                                      |
| 1995年 | 椎名誠 | 『白い馬』（映画）（モンゴルの人々の馬とともに生きる日常を紹介）                                    |
| 1996年 | 江上波夫・木下順二・児玉幸多 | 『馬の文化叢書』（競馬文化を多角的に紹介）                                                          |
| 1996年 | 岩手県競馬組合 | 「馬の彫刻コンクール」の開催および受賞作の展示                                                      |
| 1997年 | 山本雅男 | 『ダービー卿のイギリス - 競馬の国のジェントルマン精神』                                             |
| 1997年 | 彦根城博物館 | 「馬〜鞍・鐙から描かれた姿まで〜」（展示）                                                          |
| 1998年 | フランス国立馬術学校 | 「カドルノワール・ド・ソミュール」（日本での公演）                                                  |
| 1998年 | 吉沢譲治 | 『競馬の血統学 - サラブレッドの進化と限界』                                                         |
| 1999年 | 吉川良 | 『血と知と地 - 馬・吉田善哉・社台』                                                                 |
| 2000年 | 佐藤次郎 | 『砂の王メイセイオペラ』（ドキュメントとして高い評価）                                              |
| 2001年 | 本村凌二 | 『馬の世界史』（馬が人間の歴史・文化に与えた影響について解説）                                      |
| 2002年 | 週刊Gallop編集部 | 『週刊100名馬』                                                                                     |
| 2003年 | ローラ・ヒレンブランド | 『シービスケット - あるアメリカ競走馬の伝説』（競馬を通じた馬文化を一般に広く伝える）               |
| 2004年 | 旋丸巴 | 『馬映画100選』                                                                                     |
| 2005年 | NHKスポーツ報道センターおよびNHK大津放送局 | 『NHKスペシャル ディープインパクト〜無敗の3冠馬はこうして生まれた〜』（テレビ番組）                 |
| 2006年 | 岩崎徹 | 『馬産地80話 日高から見た日本競馬』                                                                 |
| 2006年 | ビーワイルド | 『雪に願うこと』（映画）                                                                            |
| 2007年 | 木村李花子 | 『野生馬を追う』                                                                                    |
| 2007年 | 城崎哲 | 『カリスマ装蹄師 西内荘の競馬技術』                                                                 |
| 2008年 | 亀和田武 | 『どうして僕はきょうも競馬場に』                                                                    |
| 2009年 | 立川健治 | 『競馬の社会史1 文明開化に馬券は舞う〜日本競馬の誕生』                                              |
| 2010年 | NHK・NHKエンタープライズ | 土曜ドラマ『チャンス』                                                                              |
| 2011年 | 島田明宏 | 『消えた天才騎手 最年少ダービージョッキー・前田長吉の奇跡』                                         |
| 2012年 | NHKメディアテクノロジー及び平成24年度相馬野馬追執行委員会 | 『疾走!相馬野馬追 〜東日本大震災を越えて〜』                                                        |
| 2013年 | 梅崎晴光 | 『消えた琉球競馬 幻の名馬『ヒコーキ』を追いかけて』                                                 |
| 2014年 | 石田敏徳 | 『黄金の旅路 人智を超えた馬・ステイゴールドの物語』                                                 |
| 2015年 | 河崎秋子 | 小説『颶風の王』                                                                                    |
| 2016年 | 小俣麦穂、ささめやゆき | 『さっ太の黒い子馬』                                                                                |
| 2017年 | タムシン・ピッケラル、アストリッド・ハリソン、川岸史 | 『世界で一番美しい馬の図鑑』                                                                        |
| 2018年 | 矢野吉彦 | 『競馬と鉄道 あの“競馬場駅”は、こうしてできた』                                                     |
| 2019年 | 早見和真 | 『ザ・ロイヤルファミリー』                                                                          |
| 2020年 | 高草操 | 『人と共に生きる 日本の馬』                                                                         |
| 2021年 | ジャネット・L・ジョーンズ、尼丁千津子、持田裕之、パンローリング | 『馬のこころ 脳科学者が解説するコミュニケーションガイド』                                           |
| 2022年 | 長野朝日放送 | 『木曽馬と生きる ～風わたる里 開田高原』                                                            |
| 2023年 | 岡田敦 | 『エピタフ 幻の島、ユルリの光跡』                                                                   |
| 2024年 | パリ2024オリンピック総合馬術団体日本代表（大岩義明＆MGHグラフトンストリート号、戸本一真＆ヴィンシーJRA号、北島隆三＆セカティンカJRA号、田中利幸＆ジェファーソンJRA号） | オリンピック日本選手の馬術競技92年ぶりのメダル獲得                                                  |

### 特別賞
| 年     | 受賞者・団体                                             | 受賞事由                                                     |
| ------ | -------------------------------------------------------- | ------------------------------------------------------------ |
| 2021年 | 佐々木虔一、川尻秋生、黒済和彦                           | 『馬と古代社会』                                             |
| 2022年 | NHK、エキスプレススポーツ、NHKグローバルメディアサービス | 『幸せな人間が幸せな馬をつくる 調教師 藤澤和雄 最後の400日』 |

### 功労賞
馬事文化活動に概ね30年以上携わっている者で、その振興・発展に顕著な貢献があったと認められる人物・団体を表彰するため、2009年度より部門賞という形で「功労賞」が創設された。物故者も選考の対象となる。
| 年     | 受賞者・団体         | 職能・活動                 | 備考       |
| ------ | -------------------- | -------------------------- | ---------- |
| 2009年 | 今井壽惠             | 写真家                     | 物故者表彰 |
| 2012年 | 法華津寛             | 馬術選手                   |            |
| 2014年 | 英国ジョッキークラブ |                            |            |
| 2018年 | 原良馬               | 競馬評論家・競馬中継解説者 |            |